# Vaccinurile și autismul
Cercetări ample privind vaccinurile și autismul au arătat că nu există nicio relație cauzală între cele două, iar ingredientele vaccinului nu cauzează autism. Vaccinologul Peter Hotez a studiat răspândirea acestei afirmații false și a concluzionat că originea ei se regăsește în lucrarea frauduloasă a lui Andrew Wakefield din 1998, care nu a avut la bază nicio cercetare anterioară solidă care să susțină o legătură între vaccinuri și autism.
În ciuda consensului științific privind absența unei relații și a retragerii articolului lui Wakefield, mișcarea antivaccinare continuă să promoveze teorii care leagă vaccinurile de autism. O tactică în curs de dezvoltare constă în „promovarea cercetării irelevante ca o agregare activă a mai multor studii discutabile sau legate periferic, în încercarea de a justifica știința care stă la baza unei afirmații contestabile”.

## Mecanisme revendicate
Mecanismele invocate de susținătorii legăturii dintre vaccinuri și autism s-au schimbat de-a lungul timpului, ca răspuns la dovezile care le-au respins sistematic.

### Virusul rujeolei derivat din vaccin
Ideea unei legături între vaccinul ROR (rujeolă, oreion și rubeolă) și autism a câștigat popularitate după publicarea lucrării lui Andrew Wakefield și a colegilor săi în The Lancet  în 1998. Această lucrare, retrasă în 2010, a dus la radierea lui Wakefield din registrul medical al Regatului Unit și a fost descrisă ca fiind „cea mai dăunătoare farsă medicală din ultimii 100 de ani”.
Principala afirmație a lui Wakefield a fost că ar fi izolat dovezi ale prezenței ARN-ului virusului rujeolei din tulpina vaccinului în intestinele copiilor autiști, ceea ce a dus la o afecțiune denumită enterocolită autistă (o afecțiune care nu a fost niciodată recunoscută sau validată de comunitatea științifică). Această descoperire s-a dovedit ulterior a fi rezultatul unor erori de laborator în timpul testelor de reacție de polimerizare în lanț (PCR).
Centrele pentru Prevenirea și Controlul Bolilor (CDC), Institutul de Medicină al Academiei Naționale de Științe din Statele Unite și Serviciul Național de Sănătate din Regatul Unit au concluzionat că nu există nicio legătură între vaccinul ROR și autism. O analiză sistematică realizată de Cochrane Library a concluzionat că nu există nicio legătură credibilă între vaccinul ROR și autism, că vaccinul ROR previne boli care continuă să provoace decese și complicații grave, și că lipsa de încredere în vaccinul ROR afectează sănătatea publică. De asemenea, s-a constatat că proiectarea și raportarea rezultatelor privind siguranța în studiile referitoare la vaccinul ROR sunt, în mare parte, inadecvate.
În 2009, The Sunday Times a raportat că Wakefield a manipulat datele pacienților și a prezentat eronat rezultatele în lucrarea sa din 1998, falsificând astfel o legătură cu autismul. Un articol din 2011 publicat în British Medical Journal a descris modul în care Wakefield a manipulat datele din studiul său pentru a ajunge la concluzia sa predeterminată. Un editorial însoțitor din același jurnal a caracterizat lucrarea lui Wakefield ca fiind o „fraudă elaborată”, care a dus la scăderea ratelor de vaccinare, punând în pericol sănătatea a sute de mii de copii și deturnând fonduri și resurse de la cercetarea cauzelor reale ale autismului.
La 12 februarie 2009, o instanță specială din Statele Unite, convocată pentru a examina cererile depuse în cadrul Programului Național de Compensare a Daunelor Provocate de Vaccinuri, a decis că părinții copiilor autiști nu au dreptul la despăgubiri, subliniind că anumite vaccinuri nu au provocat autism la copiii lor.

### Tiomersal
Tiomersalul este un conservant antifungic utilizat în cantități mici în unele vaccinuri multidoză (în care același flacon este deschis și utilizat pentru mai mulți pacienți) pentru a preveni contaminarea vaccinului. Tiomersalul conține etilmercur, un compus al mercurului care este semnificativ mai puțin toxic decât poluantul neurotoxic metilmercur. Deși a fost utilizat în mod sigur timp de decenii, campaniile publice au determinat CDC și Academia Americană de Pediatrie (AAP) să solicite producătorilor de vaccinuri să elimine tiomersalul din vaccinuri, bazându-se pe principiul precauției. În prezent, tiomersalul lipsește din toate vaccinurile comune din Statele Unite și din Uniunea Europeană, cu excepția unor vaccinuri gripale. De asemenea, în unele vaccinuri rămân urme de tiomersal din cauza proceselor de producție, la un maxim de aproximativ 1 microgram, ceea ce reprezintă aproximativ 15% din aportul mediu zilnic de mercur pentru adulți și 2,5% din nivelul zilnic considerat tolerabil de Organizația Mondială a Sănătății (OMS). Aceasta a generat îngrijorări că tiomersalul ar putea fi responsabil pentru autism.
Ideea că tiomersalul ar fi o cauză sau un factor declanșator al autismului este acum considerată infirmată, deoarece ratele de incidență ale autismului au crescut constant chiar și după eliminarea tiomersalului din vaccinurile pentru copii. Nu există nicio dovadă științifică acceptată că expunerea la tiomersal este un factor în cauzarea autismului.
Conform Legii de Modernizare a FDA (FDAMA) din 1997, FDA a efectuat o revizuire cuprinzătoare a utilizării tiomersalului în vaccinurile pentru copii. Revizuirea din 1999 nu a găsit dovezi ale efectelor nocive ale utilizării tiomersalului ca conservant, cu excepția reacțiilor locale de hipersensibilitate. Cu toate acestea, începând cu anul 2000, părinții din Statele Unite au solicitat despăgubiri legale de la un fond federal, susținând că tiomersalul a cauzat autismul copiilor lor. Un comitet al Institutului de Medicină (IOM) din 2004 a respins orice relație de cauzalitate între autism și vaccinurile care conțin tiomersal, iar hotărârile pronunțate de tribunalul pentru vaccinuri în trei cereri de testare, în 2010, au stabilit precedentul conform căruia tiomersalul nu este considerat o cauză a autismului.

### Supraîncărcarea cu vaccinuri
După apariția convingerii că vaccinurile individuale ar putea cauza autism, a fost formulată ideea de „supraîncărcare vaccinală”, care sugerează că prea multe vaccinuri administrate simultan pot copleși sau slăbi sistemul imunitar al unui copil, ducând la efecte adverse. Această idee a câștigat popularitate după acceptarea cazului lui Hannah Poling, o fetiță de nouă ani cu encefalopatie, o afecțiune asociată cu tulburările din spectrul autismului, despre care se crede că s-a agravat după ce a primit mai multe vaccinuri la vârsta de nouăsprezece luni. Cu toate acestea, studiile științifice arată că vaccinurile nu copleșesc sistemul imunitar. Estimările conservatoare indică faptul că sistemul imunitar al unui copil poate răspunde simultan la mii de virusuri. De fapt, vaccinurile constituie doar o mică parte din agenții patogeni cu care un copil se confruntă în mod natural într-un an obișnuit, iar febra obișnuită și infecțiile urechii medii reprezintă provocări mult mai mari pentru sistemul imunitar. Alte studii științifice sugerează că vaccinările, inclusiv cele multiple administrate simultan, nu slăbesc sistemul imunitar și nu compromit imunitatea generală. Până în prezent, nu s-au găsit dovezi că autismul ar avea o fiziopatologie mediată imun.

### Săruri de aluminiu
După excluderea compușilor de mercur din vaccinuri ca fiind o cauză a autismului, unii activiști antivaccin au început să propună sărurile de aluminiu ca o posibilă cauză a autismului. Aceasta se bazează, în parte, pe credința eronată că sărurile de aluminiu cauzează boala Alzheimer. Nu există dovezi științifice substanțiale care să ateste legătura dintre sărurile de aluminiu și autism. Activii antivaccin citează frecvent o serie de lucrări care susțin această legătură, publicate în principal în reviste prădătoare cu acces liber, unde evaluarea inter pares este practic inexistentă. Lucrările efectuate de Christopher Shaw, Christopher Exley și Lucija Tomljenovic au fost finanțate de fundația antivaccinare Dwoskin Family Foundation. De asemenea, lucrările publicate de Shaw și colaboratorii săi au fost discreditate de Organizația Mondială a Sănătății.

## Implicarea celebrităților

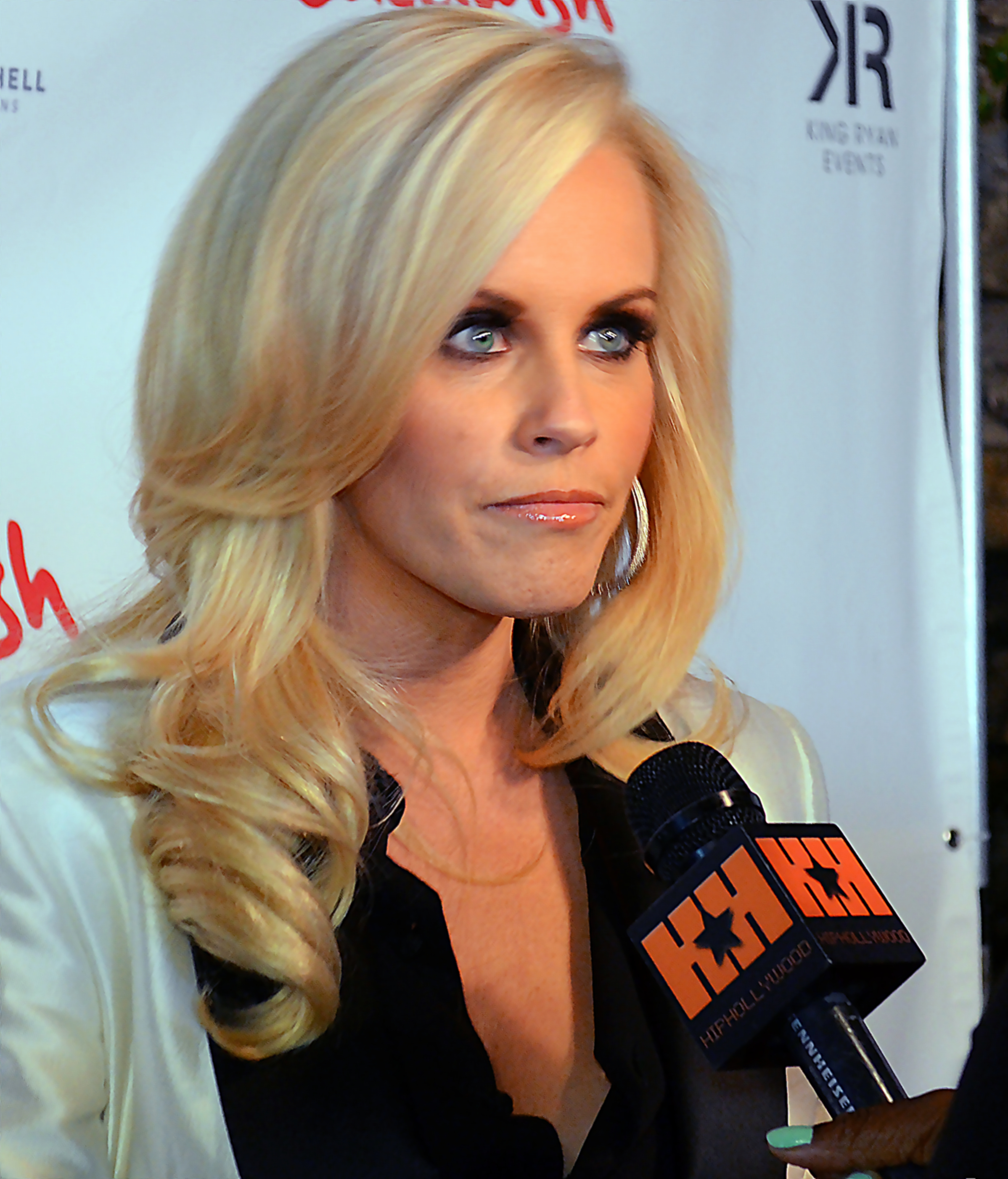
Jenny McCarthy se pronunță împotriva utilizării vaccinurilor. Ea rămâne convinsă că acestea au cauzat autismul fiului ei.

Unele celebrități și-au exprimat opiniile conform cărora autismul ar putea fi legat de vaccinare, printre care se numără Jenny McCarthy, Kristin Cavallari, Robert De Niro, Jim Carrey, Bill Maher, și Pete Evans.
Jenny McCarthy, una dintre cele mai vocale susținătoare ale acestei teorii, a declarat că autismul fiului său, Evan, a fost diagnosticat ca fiind o consecință a vaccinului ROR. McCarthy este autoarea cărții Louder Than Words: A Mother's Journey in Healing Autism („Mai tare decât cuvintele: Călătoria unei mame în vindecarea autismului”) și coautoarea cărții Healing and Preventing Autism („Vindecarea și prevenirea autismului”). De asemenea, a fondat organizația Generation Rescue, care oferă resurse familiilor afectate de autism.
Într-o dezbatere prezidențială din septembrie 2015, Donald Trump, candidatul Partidului Republican și viitor președinte al Statelor Unite, a afirmat că știe despre un copil de 2 ani care a primit recent un vaccin combinat, a avut febră și ulterior a dezvoltat autism.
Robert F. Kennedy, Jr. este un alt susținător notabil al mișcării antivaccinare. Kennedy a publicat cartea Thimerosal: Let the Science Speak: The Evidence Supporting the Immediate Removal of Mercury—A Known Neurotoxin—from Vaccines (în română: „Tiomersal: Să lăsăm știința să vorbească: Dovezile care susțin eliminarea imediată a mercurului—o neurotoxină cunoscută—din vaccinuri”). El este, de asemenea, președinte al consiliului de administrație al Children's Health Defense, o organizație și un site web cunoscut pentru poziția sa antivaccinare.

## Opinie publică
În decembrie 2020, un sondaj realizat pe un eșantion de 1.115 adulți din SUA a arătat că 12% dintre respondenți credeau că există dovezi care indică faptul că vaccinurile cauzează autism; 51% considerau că nu există astfel de dovezi, iar 37% nu erau siguri.